# Макао (аеропорт)
22°08′58″ пн. ш. 113°35′29″ сх. д. / 22.14944° пн. ш. 113.59139° сх. д.
Міжнародний аеропорт Макао (кит.: 澳门 国际 机场; порт. Aeroporto Internacional de Macau; англ. Macau International Airport) - аеропорт автономної території Макао або Макао. Розташований на східному краю острова Тайпа і в прибережних водах, це єдиний аеропорт в Макао, він був відкритий для комерційного використання в листопаді 1995 року. З цього часу аеропорт є звичайним місцем стикувань рейсів між материковим Китаєм та Тайванем, а також є хабом для пасажирських рейсів між китайськими аеропортами та Південно-Східною Азією. 2006 року аеропорт перевіз 5 млн пасажирів та 220 000 тонн вантажу.
Як і Гонконг, Макао веде власну імміграційну політику і є самостійною від материкового Китаю митною територією. Пасажири, що подорожують між Макао та материковим Китаєм, проходять імміграційний та митний контроль. Рейси між Макао та материковим Китаєм вважаються міжнародними.

## Історія

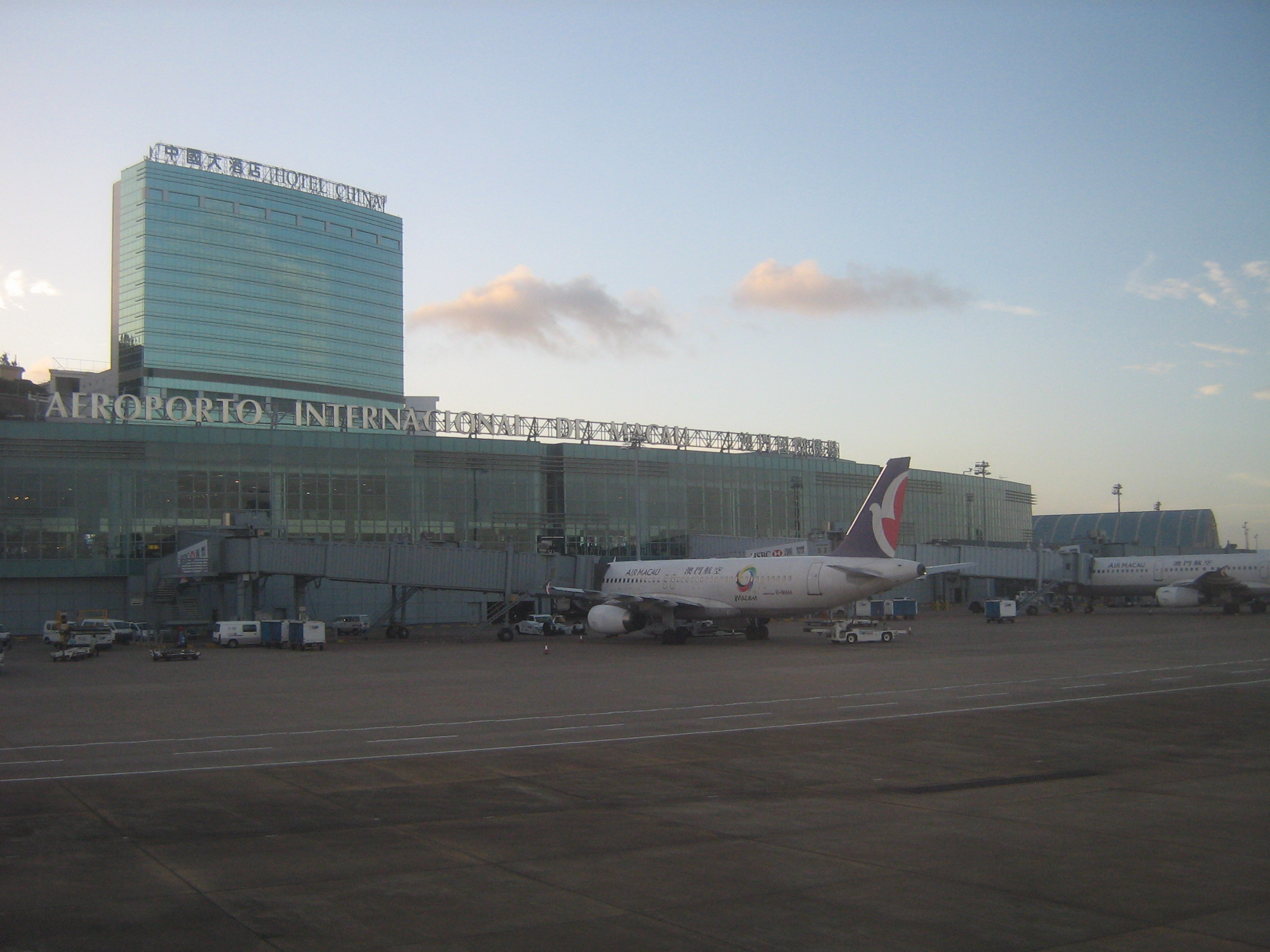
Термінал аеропорту Макао

Аеропорт був відкритий в листопаді 1995 року, під час португальського правління. До того часу на території Макао було лише 2 тимчасових аеропорти для маленьких літаків, а також декілька тимчасових вертодромів. Наприкінці 1940-х років авіакомпанія Cathay Pacific здійснювала польоти на гідролітаках між Гонконгом та Макао. Єдиними регулярними рейсами на початку 1990-х з Макао було вертолітне сполучення з Гонконгом, яке здійснювала East Asia Airlines.
Авіаційна інфраструктура в Макао:
- Ангар для гідролітаків на острові Тайпа.
- Морський авіаційний центр біля Зовнішньої гавані Макао — південно-східна частина острова.
- Тимчасова ЗПС на Колоані.
- Поромний причал лінії Гонконг-Макао, геліпорт Макао.

## Інфраструктура аеропорту
Злітно-посадкова смуга аеропорту була побудована на штучному насипу в морі, поруч з островом Тайпа, на якому розташовані головний термінал та засоби обслуговування управління повітряним рухом. Злітно-посадкова смуга пов'язана з пероном двома руліжними доріжками. Злітно-посадкова смуга 34 обладнана за категорією CAT II.

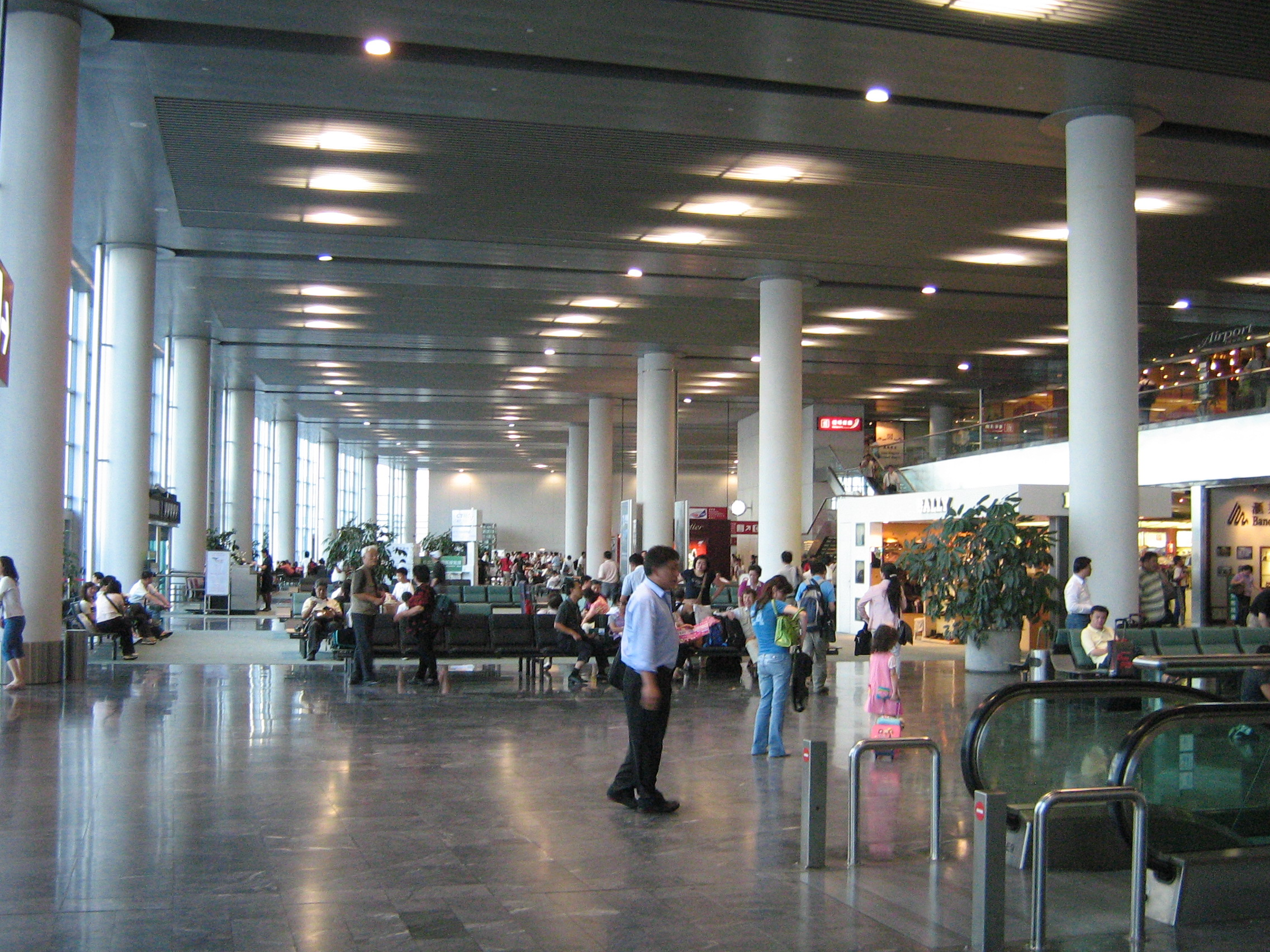
Зал вильоту

Розрахункова пропускна здатність аеропорту — 6 000 000 пасажирів на рік, одночасно аеропорт може пропустити до 2 000 пасажирів на годину. Аеропорт працює цілодобово. Є 24 місця стоянки для літаків на пероні, 4 телетрапи.
Незважаючи на невеликі фізичні розміри, аеропорт здатний приймати Boeing 747, який є основним вантажним літаком, яким вивозиться місцева продукція на зовнішні ринки. Потужності кейтерингу дозволяють виробляти до 10 000 порцій на день.

## Авіакомпанії та призначення

### Пасажирські
| Авіакомпанія                                         | Пункт призначення |
| ---------------------------------------------------- | --- |
| AirAsia                                              | Kota Kinabalu (begins 2 November 2018), Куала-Лумпур |
| Air Busan                                            | Busan |
| Air China                                            | Wuhan |
| Air Macau                                            | Бангкок–Суварнабхумі, Beijing–Capital, Changzhou, Chengdu, Чунцин-Цзянбей, Дананг, Фукуока, Guiyang, Ханчжоу-Сяошань, Ханой, Hefei, Kaohsiung, Nanjing, Nanning, Ningbo, Осака–Кансай, Qingdao, Шанхай-Хунцяо, Shanghai–Pudong, Seoul–Incheon, Taiyuan, Тайвань-Таоюань, Tianjin, Tokyo–Narita, Xiamen, Zhengzhou |
| Bassaka Air                                          | Phnom Penh |
| Beijing Capital Airlines                             | Beijing–Capital |
| Cambodia Airways                                     | Phnom Penh, Сіємреап, Сіануквіль |
| Cambodia Angkor Air                                  | Charter: Сіануквіль |
| Cebu Pacific                                         | Себу (begins 7 December 2018), Clark, Маніла |
| China Eastern Airlines                               | Шанхай-Хунцяо, Shanghai–Pudong |
| China Eastern Airlines operated by Shanghai Airlines | Шанхай-Хунцяо, Shanghai–Pudong |
| EVA Air                                              | Kaohsiung, Taichung, Тайвань-Таоюань |
| Hainan Airlines                                      | Haikou, Санья |
| Jeju Air                                             | Daegu (begins 3 December 2018), Сейл–Інчхон |
| Jin Air                                              | Сеул–Інчхон |
| Juneyao Airlines                                     | Shanghai–Pudong |
| JC International Airlines                            | Phnom Penh, Сіємреап |
| KC International Airlines                            | Дананг, Nha Trang |
| Lanmei Airlines                                      | Palau, Сіємреап, Сіануквіль |
| Lion Air                                             | Charter: Manado |
| Palau Pacific Airways                                | Charter: Palau |
| Philippine Airlines                                  | Маніла |
| Philippines AirAsia                                  | Маніла |
| Royal Flight                                         | Москва–Шереметьєво, Санкт-Петербург |
| Royal Air Charter                                    | Seasonal Charter: Себу, Tuguegarao |
| Scoot                                                | Сингапур |
| Shenzhen Airlines                                    | Wuxi |
| Siam Air                                             | Бангкок–Донмианг |
| Small Planet Airlines                                | Денпасар/Балі |
| Spring Airlines                                      | Ханчжоу-Сяошань, Harbin, Shanghai–Pudong |
| Thai AirAsia                                         | Бангкок–Донмианг, Chiang Mai, Krabi (begins 1 December 2018), У-Тапао-Паттая, Пхукет |
| Tigerair Taiwan                                      | Kaohsiung, Taichung, Тайвань-Таоюань |
| T'way Airlines                                       | Сеул–Інчхон |
| XiamenAir                                            | Далянь, Fuzhou, Ханчжоу-Сяошань, Quanzhou, Xiamen |

### Вантажні
| Авіакомпанія        | Пункт призначення |
| ------------------- | --- |
| MASKargo            | Куала-Лумпур |
| Qatar Airways Cargo | Чикаго-О'Гара (begins 2 November 2018), Доха (початок з 30 жовтня 2018), Х'юстон-Інтерконтінентал (begins 30 October 2018), Льєж (begins 30 October 2018), Los Angeles (begins 30 October 2018), Mexico City (begins 30 October 2018), Tokyo-Narita (begins 30 October 2018) |